# Zurrico
Zurrico (in maltese Iż-Żurrieq; in passato anche Zurrek) è un comune di Malta situato nel sud dell'isola, con una popolazione di circa 10 000 abitanti.
Zurrico divenne parrocchia nel 1436 e la chiesa parrocchiale è dedicata a Santa Caterina d'Alessandria.
Un sito turistico molto popolare è la Grotta Blu, famosa per la purezza della sua acqua. Un'altra destinazione turistica è il mulino a vento di Xarolla. Si possono anche visitare le catacombe situate nelle vicinanze.
Zurrico inoltre è conosciuta per due feste, che sono celebrate ogni anno. La prima è dedicata a Nostra Signora del Monte Carmelo e viene celebrata la terza domenica di luglio. La seconda quella della santa patrona, Santa Caterina d'Alessandria, ed è festeggiata la prima domenica di settembre.

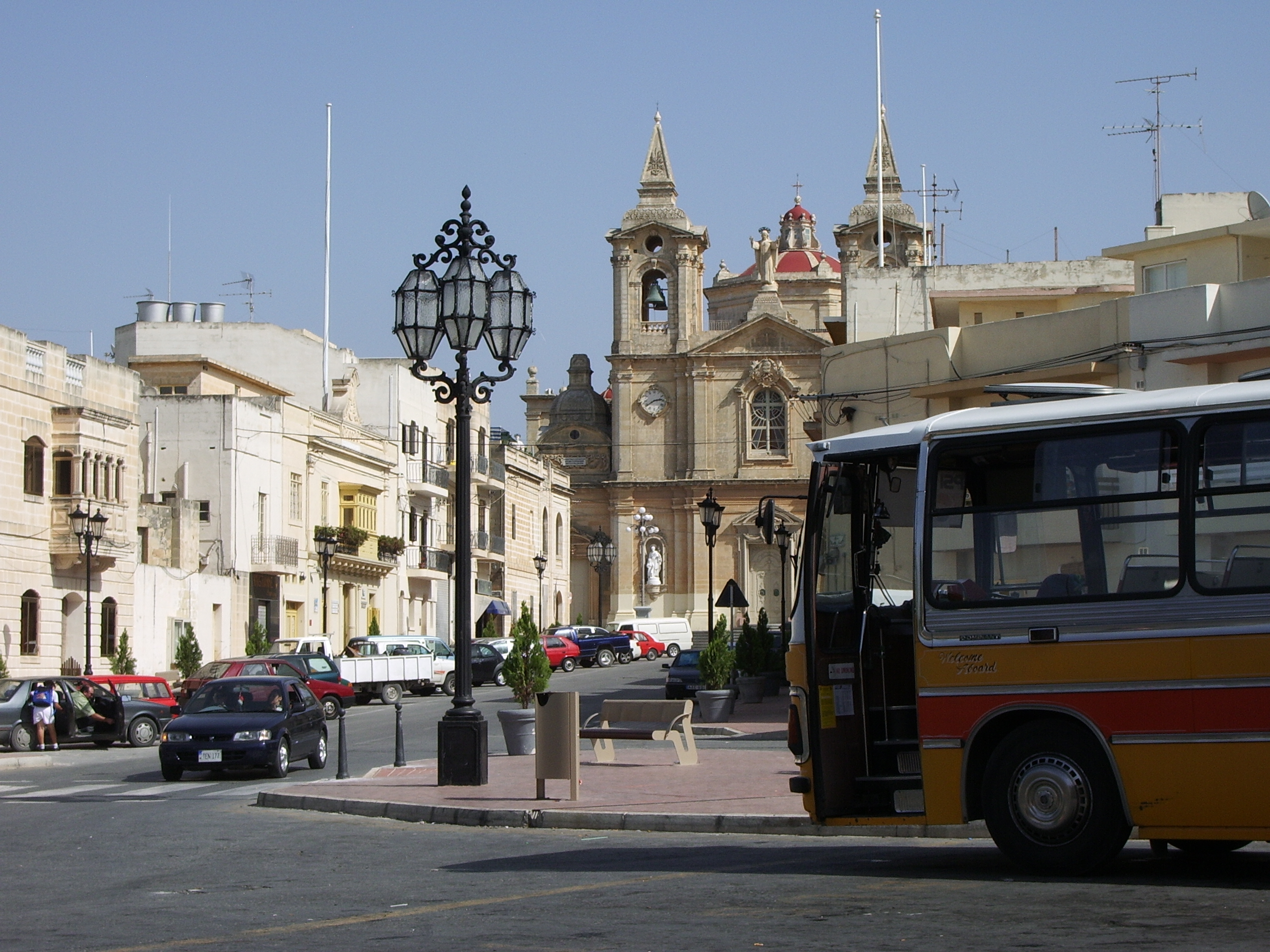
Zurrico, Chiesa parrocchiale sullo sfondo

## Amministrazione

### Gemellaggi
- Borgo Maggiore
- Taverna
- Pedara
- Angermünde
- Morfou